# Georges Nyo
Georges Yves-Marie Nyo, né à Ploubalay le 25 mai 1895 et mort à Clamart le 29 avril 1980, est un général de division français des troupes coloniales.
Il est commandant du Sud de l'actuel Viêt Nam au début de la guerre d'Indochine.

## Biographie
Georges Nyo est le fils de Ferdinand Nyo et de Mélanie Perrodo.

### Première Guerre mondiale
Engagé volontaire en août 1914 lors de la Première Guerre mondiale, il est promu sous-lieutenant en décembre 1914, lieutenant en mai 1916 puis capitaine en mai 1918. Il est cité cinq fois au cours du conflit et est blessé deux fois à  la main et au poignet par balle.

### Entre-deux-guerres
Après avoir terminé ses études à l'École militaire de Saint-Cyr puis à l'École supérieure de guerre (1923-1925), Georges Nyo commence sa carrière militaire dans les troupes coloniales.
En 1925, il est envoyé en AOF.
En 1930, il est promu chef de bataillon puis sert en Indochine française où il combat les rebelles dans les montagnes de la chaîne Annamitique.
De retour en métropole, il est promu lieutenant-colonel en 1936 puis entre 1937 et 1939, il dirige depuis l'AOF, le Service de Renseignement Intercolonial (SRI), équivalent à un 2e bureau des colonies, créé par le ministre des colonies Marius Moutet, avec comme adjoint le colonel Raoul Salan. Le SRI est composé de huit secteurs : Shanghai (commandant Valluy), Hanoï (colonel Levain), Nouméa (capitaine Trocard), Djibouti (capitaine Trocard), Tananarive (commandant Jean Chrétien), Dakar (commandant Jean Chrétien), Brazzaville et Fort-de-France.

### Seconde Guerre mondiale
Après la capitulation de la France en 1940, il poursuit son service dans l'Armée d'armistice. Il s'évade par l'Espagne en 1943 pour rejoindre l'Armée française de la Libération en Afrique du Nord française. Le 24 septembre, deux jours après son arrivée au Maroc, il reçoit le commandement de la nouvelle 10e division d'infanterie coloniale. Jugé trop giraudiste par le comité français de libération nationale, il est remplacé le 15 décembre par le général Joseph Magnan.
En novembre 1944, le général Nyo reçoit un nouveau commandement, celui de la 1re division coloniale d'Extrême-Orient qui doit être mise sur pied en Provence pour intervenir en Indochine.

### Indochine
En août 1945, le général Nyo commande la nouvelle 3e division d'infanterie coloniale, formée à partir de la 1re DCEO. Cette division regroupe alors 17.000 hommes. Elle est envoyée en février 1946 en Indochine et s'agrège au Corps expéditionnaire. Les Français doivent affronter les troupes communistes d'Hồ Chí Minh dirigeant du Việt Minh, soutenu par les communistes chinois qui profitent de la défaite de l'empire du Japon et enclenchent la révolution d'août de la république démocratique du Viêt Nam. La 3e division coloniale du général Nyo repousse avec l'aide de la 9e division d'infanterie coloniale le Viêt Minh et stabilise le front en décembre, si bien que les troupes de l'Armée des Indes britanniques dirigées par le général Gracey peuvent se retirer.
Le général Nyo reçoit juridiction sur le sud de la région: en Cochinchine et dans le sud de l'Annam où il s'efforce de chasser complètement les troupes du Việt Minh de cette partie du pays. Cependant, comme il ne disposait pas de suffisamment de troupes pour une occupation globale du pays, Nyo applique la stratégie de la « pacification tournante », dans laquelle ses troupes font des rotations d'une région à l'autre. Mais face à la tactique de guérilla appliquée par le Việt Minh, cette méthode est peu fructueuse et l'on compte de nombreuses pertes dans la population civile prise en otage par le Viêt Minh qui applique une stratégie de la terreur auprès des populations rurales ayant bénéficié de la pacification. Bien que la France et le Việt Minh aient convenu en septembre 1946 de cesser les hostilités dans le cadre de l'accord du 6 mars et du modus vivendi, le général Nyo continue à prendre des mesures contre les « éléments rebelles » et les « bandes armées », ce qu'il précise expressément dans une ordonnance rendue le 30 octobre. En retour, le Việt Minh augmente de plus en plus ses infiltrations dans les régions du sud et terrorise les Vietnamiens neutres.
Le 3 novembre, des pourparlers de paix ont lieu à Hanoï entre le général Nyo (devenu général de division) et le représentant du Việt-Minh, Hoàng Hữu Nam, sur la situation au sud; mais ils n'aboutissent pas. Quelques semaines plus tard, le bombardement de Haïphong a lieu, ce qui provoque l'escalade et le début de la guerre d'Indochine. Le général Nyo est nommé commandant régional du Viêt Nam du Sud, confirmant en fait sa position précédente. Après plus d'un an où peu de choses avaient changé dans le sud, Nyo est remplacé en février 1948 par le général de Latour du Moulin.
Le général Nyo entre dans la réserve en 1955 et prend sa retraite.

## Décorations principales
- Légion d'Honneur : Chevalier, Officier (1936), Commandeur (1946), Grand officier (1950)
- Croix de Guerre 1914-1918 (5 citations)[3]